# حادثة انفجار منجم فحم يورت 2017

مدينة آزادشهر.

حادثة انفجار منجم فحم يورت وقعت في يوم 4 مايو 2017 في منجم فحم يورت الواقع في آزادشهر، ويبعد 90 كم من جهه الشرق من جرجان مركز محافظة كلستان الواقعة شمال إيران، بسبب ازدياد حجم غاز الميثان، ولقد لقى 22 شخص على الأقل حتفهم.